# Elements of Life
Albums de Tiësto
Just Be : Remixed
(2006) Elements Of Life : Remixed
(2008)
Elements of Life est le titre du cinquième album solo de Tiësto sorti le 6 avril 2007. 
Il contient des collaborations avec JES de Gabriel & Dresden, Julie Thompson de Holden & Thompson, Charlotte Martin, Christian Burns, BT ou encore Maxi Jazz de Faithless.
Cet album porte le nom de la nouvelle tournée, comme en 2004 pour l'album Just Be. Tiësto et de nombreux artistes traverseront les Pays-Bas, la Belgique, le Royaume-Uni, la Pologne, l'Autriche, la Hongrie, la Turquie, l'Ukraine, le Danemark et les États-Unis.
L'album a été nommé dans la catégorie « Best Electronic/Dance Album » au 50e Grammy Awards.
L'album est disque d'or aux Pays-Bas, ainsi qu'en Belgique et en Roumanie.

## Liste des pistes
| 1.    | Ten Seconds Before Sunsrise |                  | 7:31 |
| 2.    | Everything                  | JES              | 7:01 |
| 3.    | Do You Feel Me              | Julie Thompson   | 6:03 |
| 4.    | Carpe Noctum                |                  | 7:03 |
| 5.    | Driving To Heaven           |                  | 4:42 |
| 6.    | Sweet Things                | Charlotte Martin | 5:42 |
| 7.    | Bright Morningstar          |                  | 8:19 |
| 8.    | Break My Fall               | BT               | 7:14 |
| 9.    | In The Dark                 | Christian Burns  | 4:36 |
| 10.   | Dance4life                  | Maxi Jazz        | 5:21 |
| 11.   | Elements Of Life            |                  | 8:25 |
| 12.   | He's A Pirate               |                  | 7:00 |
| 75:14 |                             |                  |      |

He's A Pirate est un remix de la bande-annonce du film Pirates des Caraïbes.
Une édition limitée existe avec en second disque (le premier est identique à la version standard) qui contient trois titres supplémentaires :
| 1. | Everything (version acoustique)           | 3:32 |
| 2. | Dance4life (Remix de Fonzerelli)          | 7:48 |
| 3. | Lethal Industry (Remix de Richard Durand) | 8:41 |

## Classements
| Charts                                         | Sources                            | Position | Certification | Ventes  |
| ---------------------------------------------- | ---------------------------------- | -------- | ------------- | ------- |
| Top Autrichien Albums                          | Media Control Europe               | 44       |               |         |
| Billboard 200 (U.S.)                           | Billboard                          | 71       |               | 22 588  |
| Billboard Musiques Electroniques Albums (U.S.) | Billboard                          | 1        |               | 22 588  |
| Billboard Musiques Digitales Albums (U.S.)     | Billboard                          | 8        |               | 22 588  |
| Billboard Albums Indépendants(U.S.)            | Billboard                          | 7        |               | 22 588  |
| Top Belge Albums                               | IFPI/Ultratop                      | 3        | Or            | 25 000  |
| Top Grec Albums                                | IFPI                               | 1        |               |         |
| Top Hongrois Albums                            | IFPI                               | 3        |               |         |
| Top Roumains Albums                            |                                    | 18       | Or            | 28,000  |
| Top Irlandais Albums                           | IRMA                               | 5        |               |         |
| Top 100 Mexicain Albums                        | AMPROFON                           | 13       |               |         |
| Top Mexico Albums Internationaux               | AMPROFON                           | 8        |               |         |
| Top Néerlandais Albums                         | Megacharts BV/NVPI                 | 1        | Or            | 35 000  |
| Top Norvégien Albums                           | IFPI                               | 26       |               |         |
| Top Suisse Albums                              | Media Control Europe               | 77       |               |         |
| Top Finlandais Albums                          | GLF                                | 40       |               |         |
| Top Anglais Albums                             | BPI/The Official UK Charts Company | 14       |               |         |
| Top Mondial Albums                             | Media Traffic                      | 34       |               | 176 300 |